# Serbiens historie
Serbiens historie er en historie fyldt af konflikter. Landets strategiske placering mellem to kontinenter har gjort det udsat for invasioner af mange folk. Beograd antages at have blevet jævnet med jorden af 30 forskellige hære over tidens løb. Serbien har blandt andet været underlagt grækerne, romerne og Det byzantinske rige. I moderne historie har landet været et autonomt fyrstedømme (1817–1878), et uafhængig fyrstedømme og kongedømme (1878–1918), del af Serbernes, kroaternes og slovenernes kongedømme (1918–1941) (omdøbt til Kongeriget Jugoslavien i 1929), en lydstat under Nazi-Tyskland (1941–1944), en socialistrepublik under Den Socialistiske Føderale Republik Jugoslavien (1945–1992), en republik under Den Føderale Republik Jugoslavien (1992–2003) og en republik i unionen Serbien og Montenegro (2003–2006) før landet erklærede sin uafhængighed som Republikken Serbien 5. juni 2006.